# Miagrammopes ferdinandi
Espèce
Miagrammopes ferdinandi est une espèce d'araignées aranéomorphes de la famille des Uloboridae.

## Distribution
Cette espèce est endémique du Sri Lanka.

## Publication originale
- O. Pickard-Cambridge, 1870 : Descriptions and sketches of two new species of Araneida, with characters of a new genus. Journal of the Linnean Society of London. Zoology, vol. 10, p. 398-405 (Texte intégral).